# Sainte-Marie-Cappel
Sainte-Marie-Cappel è un comune francese di 857 abitanti situato nel dipartimento del Nord nella regione dell'Alta Francia.

## Società

### Evoluzione demografica
Abitanti censiti